# Дежурна улица
Дежурна улица је југословенска телевизијска серија из 1967. године коју је режирао Арса Милошевић.

## Улоге
| Глумац                  | Улога                              |
| ----------------------- | ---------------------------------- |
| Миодраг Петровић Чкаља  | Слава (22 еп. 1967)                |
| Жарко Митровић          | Гера (22 еп. 1967)                 |
| Драгутин Добричанин     | Гњаватор (18 еп. 1967)             |
| Михајло Бата Паскаљевић | Жртва (18 еп. 1967)                |
| Душан Крцун Ђорђевић    | Радник (ИИ) (14 еп. 1967)          |
| Ратко Сарић             | Васа (14 еп. 1967)                 |
| Ђокица Милаковић        | (13 еп. 1967)                      |
| Зоран Лонгиновић        | Радник (И) (12 еп. 1967)           |
| Власта Велисављевић     | Помоћник директора (12 еп. 1967)   |
| Тома Курузовић          | (11 еп. 1967)                      |
| Александар Стојковић    | (10 еп. 1967)                      |
| Љиљана Шљапић           | Зорица (9 еп. 1967)                |
| Љуба Тадић              | Директор (9 еп. 1967)              |
| Мирослав Бијелић        | Представник синдиката (8 еп. 1967) |
| Милан Срдоч             | (8 еп. 1967)                       |
| Мира Николић            | Жута (7 еп. 1967)                  |
| Бранка Веселиновић      | (7 еп. 1967)                       |
| Драган Лаковић          | (6 еп. 1967)                       |
| Станислава Пешић        | (6 еп. 1967)                       |

 Остале улоге  ▼
| Глумац                   | Улога                      |
| ------------------------ | -------------------------- |
| Милутин Мића Татић       | (6 еп. 1967)               |
| Младен Млађа Веселиновић | (6 еп. 1967)               |
| Живојин Жика Миленковић  | (5 еп. 1967)               |
| Бранислав Радовић        | Буца (5 еп. 1967)          |
| Слободан Стојановић      | Новинар (4 еп. 1967)       |
| Драгољуб Војнов          | (4 еп. 1967)               |
| Душан Ђурић              | Фоторепортер (3 еп. 1967)  |
| Милош Жутић              | Инжењер Марић (3 еп. 1967) |
| Душан Антонијевић        | (2 еп. 1967)               |
| Радмило Ћурчић           | (2 еп. 1967)               |
| Олга Ивановић            | (2 еп. 1967)               |

Комплетна ТВ екипа  ▼
| Редитељ     | Арса Милошевић     | (22 еп. 1967)           |
| Сценариста  | Новак Новак        | (22 еп. 1967)           |
| Композитор  | Радослав Грајић    | (непознат број епизода) |
| Сценограф   | Драгољуб Лазаревић | (22 еп. 1967)           |
| Костимограф | Владанка Ђорђевић  | (непознат број епизода) |

## Сезоне
| Сезона | Сезона | Епизода | Премијерно емитовање | Премијерно емитовање |
| Сезона | Сезона | Епизода | Почетак емитовања    | Завршетак емитовања  |
| ------ | ------ | ------- | -------------------- | -------------------- |
|        | 1      | 10      | 2. март 1967.        | 4. мај 1967.         |
|        | 2      | 12      | 5. октобар 1967.     | 30. децембар 1967.   |

| Сезона | Епизода | Назив                | Датум             |
| ------ | ------- | -------------------- | ----------------- |
| 1      | 1       | /                    | 2. марта 1967.    |
| 1      | 2       | /                    | 9. марта 1967.    |
| 1      | 3       | /                    | 16. марта 1967.   |
| 1      | 4       | /                    | 23. марта 1967.   |
| 1      | 5       | /                    | 30. марта 1967.   |
| 1      | 6       | /                    | 6. априла 1967.   |
| 1      | 7       | /                    | 13. априла 1967.  |
| 1      | 8       | /                    | 20. априла 1967.  |
| 1      | 9       | /                    | 27. априла 1967.  |
| 1      | 10      | /                    | 4. маја 1967.     |
| 2      | 1       | Дежурни живот        | 5.октобра 1967.   |
| 2      | 2       | Дежурни број         | 12.октобра 1967.  |
| 2      | 3       | Дежурни самоуправљач | 19.октобра 1967.  |
| 2      | 4       | Дежурни гнев         | 26.октобра 1967.  |
| 2      | 5       | Дежурни клан         | 2.новембра 1967.  |
| 2      | 6       | Дежурна воденица     | 9.новембра 1967.  |
| 2      | 7       | Дежурна зубобоља     | 16.новембра 1967. |
| 2      | 8       | Дежурни космонаут    | 23.новембра 1967. |
| 2      | 9       | Дежурни шарм         | 30.новембра 1967. |
| 2      | 10      | Дежурна јавност      | 7.децембра 1967.  |
| 2      | 11      | Дежурни кривац       | 21.децембра 1967. |
| 2      | 12      | Дежурни растанак     | 30.децембра 1967. |